# 米哈伊洛夫斯科耶博物馆
57°03′N 28°56′E / 57.050°N 28.933°E

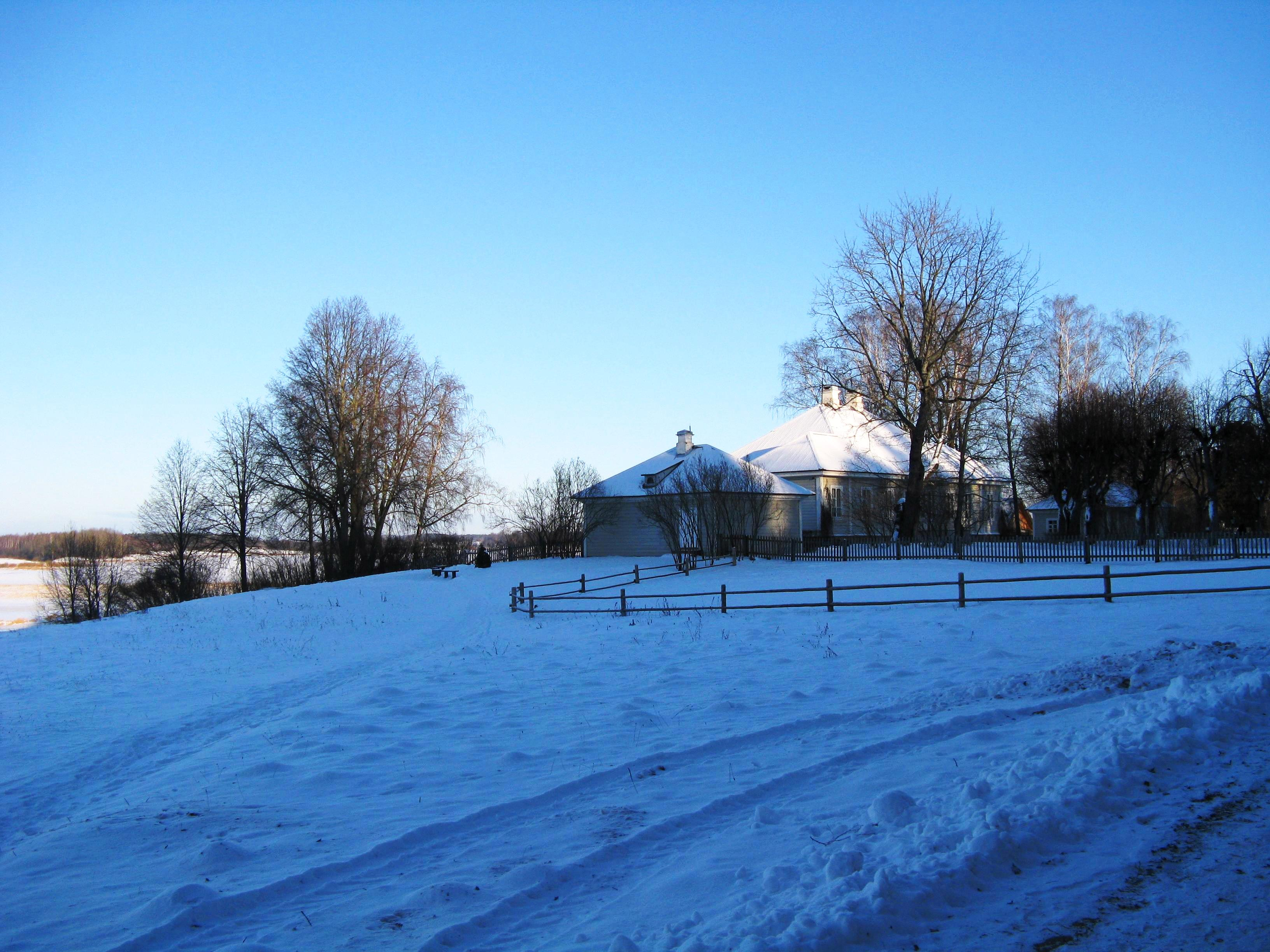
普希金庄园

米哈伊洛夫斯科耶博物馆 (俄语：Музей-заповедник Михайловское；英语：Mikhaylovskoye Museum Reserve) 是一个博物馆，献给俄罗斯诗人、现代俄语文学的创始人亚历山大·谢尔盖耶维奇·普希金。博物馆位于西北部联邦管区普斯科夫州普希金山莊區的居民点普希金山庄附近，附近的村庄米哈伊洛夫斯科耶（Mikhaylovskoye）有普希金家族的庄园。

## 历史
1742年，女皇伊丽莎白·彼得罗芙娜·罗曼诺娃将米哈伊洛夫斯科耶村周围的土地授予阿布拉姆·彼得羅維奇·加尼巴爾。普希金的母亲纳杰日达·奥西波普娜·普希金娜（加尼巴尔）是阿布拉姆·加甘尼巴尔的孙女。普希金定期访问庄园， 1824年至1826年间，他也被流放在那里。 1837年1月，他在圣彼得堡的决斗中被杀，埋葬在斯维亚托戈尔斯基修道院，即现在的普希金山庄。直到1899年，政府才从亚历山大·普希金的儿子格里戈里·普希金那里买下了这个庄园。
1911年，曾经尝试在此开设一个小型博物馆，不过没有成功。1917年十月革命期间，庄园被烧毁。1922年3月17日，米哈伊洛夫斯科耶、特里戈斯科耶和斯维亚托戈尔斯基修道院的普希金墓都被宣布为国家文物，作为博物馆（普希金博物馆保护区）开放。1936年，整个斯维亚托戈尔斯基修道院，以及从前属于普希金叔叔的彼得罗夫斯科耶庄园，都被列入保护。第二次世界大战期间，博物馆遭到洗劫和严重破坏。战后，进行了修复。
1992年，修道院交还给俄罗斯正教会。1995年，博物馆更名为米哈伊洛夫斯科耶博物馆保护区，并进一步扩建。

## 组成
博物馆包括几个区域：
- 米哈伊洛夫斯科耶，原普希金庄园，那里保存了主楼、几座服务建筑和一个景观公园。
- 特里戈斯科耶，原普希金的密友普拉斯科维娅·奥西波娃的庄园。庄园的主楼、浴室和花园被保存下来。
- 彼得罗夫斯科耶，与米哈伊洛夫斯科耶一起授予阿布拉姆·甘尼巴尔。在普希金的时代，由他母亲的表弟维尼亚明·加尼巴尔拥有。庄园和花园保存了下来。
- 布格罗沃，这个村庄修复了一个水磨坊。
- 萨夫基纳戈尔卡的考古遗址，沃罗尼奇和韦利。